# Chłaniów
Chłaniów (prononciation : [ˈxwaɲuf]) est un village polonais de la gmina de Żółkiewka dans le powiat de Krasnystaw de la voïvodie de Lublin dans l'est de la Pologne.
Il se situe à environ 9 kilomètres au sud-est de Żółkiewka (siège de la gmina), 28 kilomètres au sud-ouest de Krasnystaw (siège du powiat) et 51 kilomètres au sud-est de Lublin (capitale de la voïvodie).

## Histoire
Durant la Seconde Guerre mondiale, le 23 juillet 1944, pour se venger de l'assassinat d'un officier SS, le village de Chłaniów, avec à proximité celui de Władysławin, ont été brûlés par la Légion d'auto-défense ukrainienne. Dans l'ensemble, 44 résidents sont morts dans les deux villages. Un des officiers ordonnant l'attaque aurait été Michael Karkoc, qui est en 2013 vivant ouvertement dans le Minnesota aux États-Unis
De 1975 à 1998, le village est attaché administrativement à la Voïvodie de Zamość.

Depuis 1999, il fait partie de la nouvelle voïvodie de Lublin.

## Galerie
quelques vues de Chłaniów

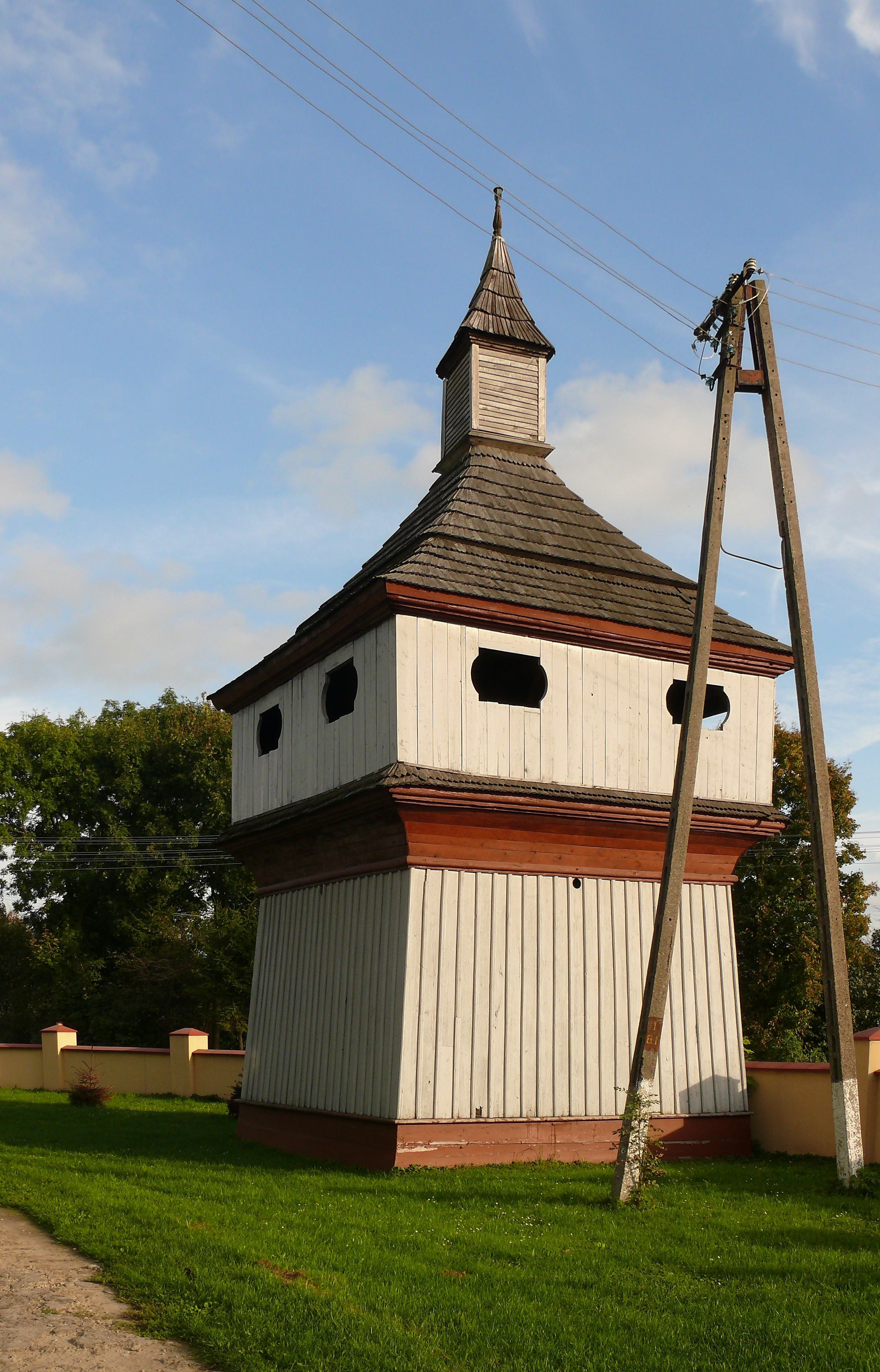
Clocher de l'église paroissiale de Chłaniowie
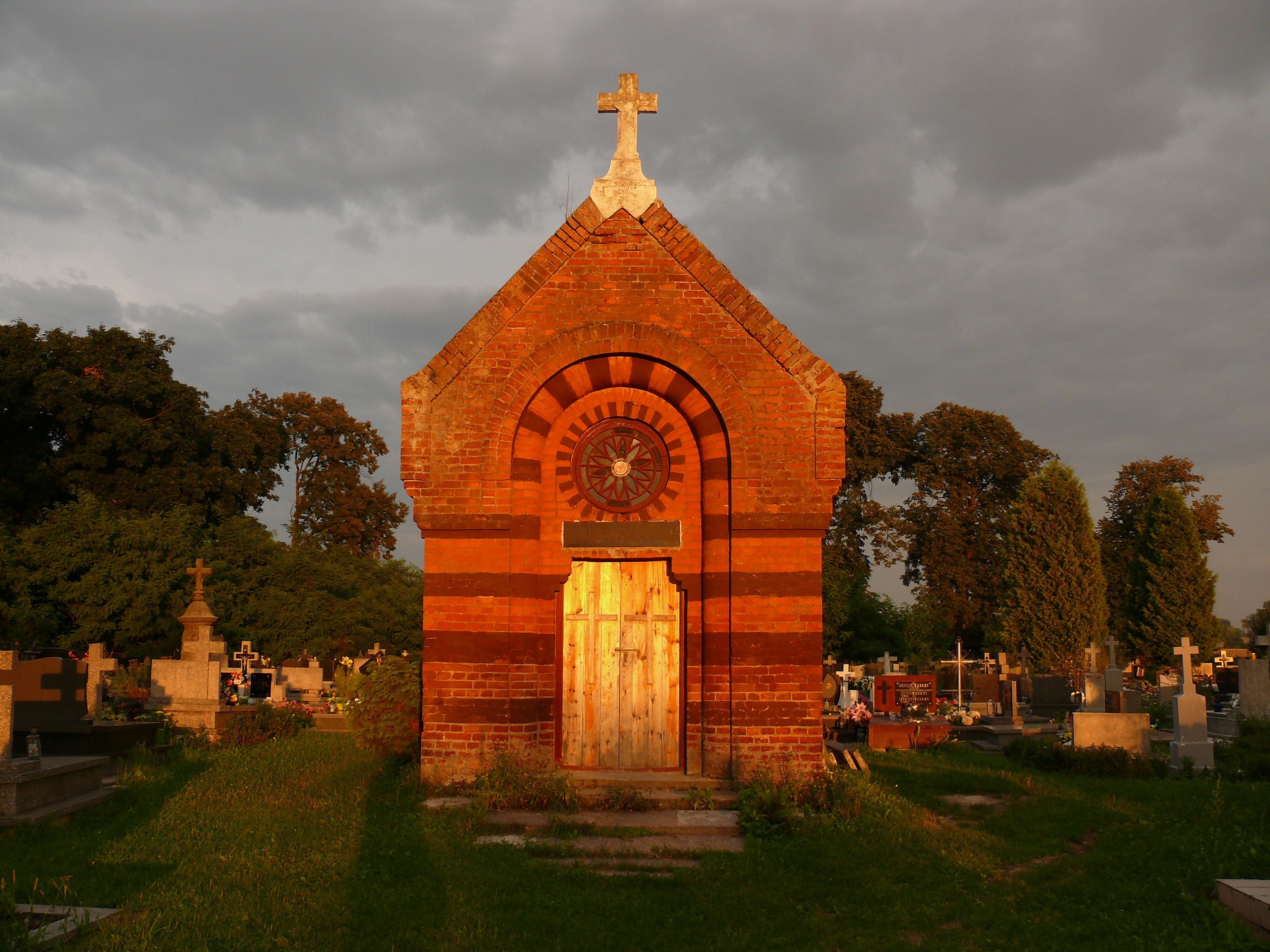
Tombeau de la famille Mogilnickich , propriétaires de Chłaniów